# Aranymező
Aranymező (románul: Băbeni) falu Romániában, Szilágy megyében.

## Fekvése
Szilágy megyében, Csákigorbótól északra, Csokmány és Kocsoládfalva között fekvő település.

## Nevének eredete
Első (Baba) elnevezését valószínűleg első alapítójáról kapta. Aranymező nevét pedig a Szamos fövenyén végzett aranymosásról kapta.

## Története
Nevét 1405-ben említették először Babafalva néven, majd 1424-ben Baba vagy más néven Aranymező-ként írták nevét.
Aranymező Kővárhoz tartozó település volt. Első lakosai magyar, majd később oláh kisnemesek voltak. 1405-ben Zsigmond király Kővárt Balk fiainak: Demeternek és Sandrinnak és Drág fiainak: Györgynek és Sandrinnak adományozta. 1424-ben Balk és Drág fiainak osztozkodásakor Aranymező Drág fiainak Györgynek és Sandrinnak jutott. 1450-ben a Kusalyi Jakcsok leányági örökségének írták.
1543 és 1554 között a Drágfiaké volt. 1556-ban Izabella királyné az utód nélkül elhalt Drágffy György e birtokát bátori (ecsedi) Báthori Györgynek és nejének somlyói Báthory Annának és fiuknak ecsedi Báthori Istvánnak (†1605) adományozta. 1565-ben azonban Báthori György Miksa császár ellen lázadt, a lázadás leverése után fejváltságul Kővárat és tartozékait, köztük Aranymezőt is a császárnak engedte át. 1567-ben II. János király Kővárt tartozékaival együtt visszafoglalta Miksa császártól, és beregszói Hagymási Kristófnak adományozta.1609-ben Báthory Gábor fejedelem e Kővárhoz tartozó birtokot Branyicskai Sármasaghi Zsigmondnak adományozta, de később 1612-ben száműzte , s a település birtoka kancellárja kezébe került.
Az 1603 évi Urbárium' szerint Aranymező a Kővári uradalom tiszttartóságához tartozott Csokmány, Pirosa, Toplicza és Kismező településekkel együtt. Tiszttartója Kelemen vajda volt. 1615-és 1630 között  zálogbirtok volt. 1630-ban azonban Balásházy László örököseitől vajai Ibrányi Mihály  váradi kapitány magához váltotta. 1650-ben Kővárhoz tartozó kincstári birtok. 1658-ban Ibrányi Mihály és Ádám Aranymezőt II. Rákóczi György fejedelemnek visszaadta. 1664-ben Apafi Mihályé, aki Macskási Boldizsárnak és Mihálynak adta zálogba. 1679 augusztus 21-én I. Apafi Mihály fejedelem az erdélyi hadakkal Szamosújvárról Désen keresztül érkezett Aranymezőre, s itt szállt meg. Hadait ekkor Thököly keze alá adta. 1793-tól Teleki család  birtoka, s az övék volt még 1898-ban is.
1831-ben a Kővár vidékéhez tartozó község lakosainak száma 693 fő volt, valamennyien görögkatolikusok.
1848 novemberében a Katona Miklós vezette had egy része is itt éjszakázott Deés felé menve, s a település harangjait is magával vitte. Itt tartózkodott egy éjszaka Bem serege is. 1849 augusztusában Kazinczy tábora is pihent itt egy éjszaka.
1886-ban a településnek 1015 lakosa volt , 1891-ben 912 lakosából 4 római katolikus, 850 görögkatolikus, 5 református, 53 izraelita volt. Aranymező a trianoni békeszerződés előtt Szolnok-Doboka vármegye Csákigorbói járásához tartozott.

## Nevezetességek
- Görögkatolikus kőtemploma 1873-ban épült.

## Ismert emberek
- Itt született 1906. június 28-án Veégh Sándor erdélyi magyar irodalomtörténész, bibliográfus, egyetemi oktató.